# Rue du Disque
La rue du Disque est une voie du 13e arrondissement de Paris, en France.

## Situation et accès
La rue du Disque est une voie privée ouverte à la circulation publique, située sous la dalle des Olympiades dans le 13e arrondissement de Paris. Elle débute au 32, avenue d'Ivry et se termine au 70, de cette même voie, parcourant un « U » allongé de 380 m de long.
La rue du Disque est intégralement souterraine et permet d'accéder à plusieurs parkings de la dalle des Olympiades, ainsi qu'aux accès de livraison de plusieurs commerces. À peu près en son milieu, elle touche la rue du Javelot, l'autre voie de desserte du sous-sol de la dalle.
La rue est interdite à la circulation des piétons sur la quasi-totalité de son parcours.

## Origine du nom
Elle a été nommée ainsi en référence au lancer du disque, discipline olympique, la commercialisation de l'opération de reconstruction de l’îlot s'étant faite sous le nom d'« Olympiades».

## Historique
La rue du Disque fut réalisée dans le cadre de la rénovation du secteur Italie XIII (gare de Paris-Gobelins), et a pris sa dénomination le 13 juillet 1972. 

## Bâtiments remarquables et lieux de mémoire
Près de son entrée sur le 32, rue d'Ivry, la rue du Disque accueille le seul temple taoïste[réf. nécessaire] parisien dont l'Association des résidents en France d'origine indochinoise assure la gestion.